# Buoban Pamang
Buoban Pamang (ur. 27 grudnia 1983 w Chiang Rai) – tajska lekkoatletka specjalizująca się w rzucie oszczepem.
W 2008 bez powodzenia startowała w igrzyskach olimpijskich - swój udział w tej imprezie zakończyła na eliminacjach. Złota medalistka letniej uniwersjady, która w 2007 roku odbyła się w Bangkoku. Uczestniczka mistrzostw świata w roku 2007 - z wynikiem 56,28 odpadła w eliminacjach. W tym samym sezonie została mistrzynią Azji. W roku 2006 zwyciężyła w igrzyskach azjatyckich. Rekord życiowy: 61,40 (14 sierpnia 2007, Bangkok). 